# Prémio Online Film & Television Association
O Prémio Online Film & Television Association (no original em inglês Online Film & Television Association Award e também designados de forma mais global como OFTA Awards) é uma premiação anual que honra a excelência em cinema e televisão. Os prêmios começaram em 1996.
A competição é aberta a filmes e programas de recursos liberados ou que foram transmitidos durante o ano civil. Os vencedores são selecionados por uma votação inteiramente escrita dos membros ativos da OFTA.